# 5820 Babelsberg
Az 5820 Babelsberg (ideiglenes jelöléssel 1989 UF7) a Naprendszer kisbolygóövében található aszteroida. Freimut Börngen fedezte fel 1989. október 23-án.